# Trondra
Trondra és una illa localitzada a l'arxipèlag de les Shetland, a Escòcia. L'illa ocupa una superfície de 270 hectàrees i la seva altitud màxima sobre el nivell del mar és de 60 metres. L'illa alberga una població de 131 persones.
L'illa es troba connectada mitjançant ponts amb Burra i amb la península meridional de l'illa Mainland.
A Trondra existeix un important nombre d'aus marines incloent-hi gavines i Somorgollaire alablancs.